# Æsir Vestmanna
Æsir Vestmanna (pełna nazwa: Bóltfelagið Æsir Vestmanna) – farerski klub piłkarski z siedzibą w Vestmanna na wyspie Streymoy. działający w latach 1991–1996.

## Historia
Klub powstał 26 października 1991 roku w Vestmanna. Początkowo rozgrywał swoje mecze w ramach czwartej ligi Wysp Owczych, ówcześnie 4. deild (dziś 3. deild). Dwa lata później po raz pierwszy pojawił się w rozgrywkach Pucharu Wysp Owczych. Zwyciężył wówczas 7:2 mecz pierwszej rundy eliminacyjnej przeciwko Fram Tórshavn, by w drugiej ulec 1:6 VB Vágur. W kolejnym sezonie Æsir uzyskał wysokie miejsce w tabeli czwartoligowej i awansował do ligi trzeciej. Rozgrywki pucharowe zakończył w pierwszej rundzie eliminacyjnej, ulegając 1:8 VB Vágur. W ramach 3. deild 1995 rozegrał osiemnaście spotkań, wygrywając siedem i przegrywając jedenaście z nich. Klub zajął wówczas siódme z dziesięciu miejsc w tabeli ligowej. Wszystkie mecze rozgrywał na stadionie á Dungasandi w Sørvágur, gdyż Vestmanna do dziś nie posiada własnego obiektu tego typu. W rundzie wstępnej Pucharu Wysp Owczych 1995 Æsir wygrał 3:2 przeciwko AB Argir, jednak w pierwszej rundzie eliminacyjnej uległ Skansin Tórshavn 2:3 i odpadł z turnieju. Drużynę rozwiązano w roku następnym, a wyniki wszystkich rozegranych przez nią spotkań w ramach 3. deild 1996 odwołano. Ostatnim spotkaniem, którego wynik pozostał nieodwołany był przegrany 3:4 mecz rundy wstępnej Pucharu Wysp Owczych 1996 przeciwko Fram Tórshavn.

## Poszczególne sezony
- 26 października 1991: powstanie klubu
- 1991: ?. miejsce w 4. deild Wysp Owczych
- 1992: ?. miejsce w 4. deild Wysp Owczych
- 1993: ?. miejsce w 4. deild Wysp Owczych
- 1994: ?. miejsce w 4. deild Wysp Owczych
- 1995: 7. miejsce w 3. deild Wysp Owczych
- 1996: drużyna rozwiązana

## Ostatni znany skład
W ostatnim rozegranym przez Æsir Vestmanna meczu Pucharu Wysp Owczych 1996 przeciwko Fram Tórshavn zagrali:
| Nr | Poz. | Piłkarz               |
| -- | ---- | --------------------- |
| 1  | BR   | Óla Kristian Djurhuus |
| 3  |      | Ernst Ennigarð        |
| 4  | NA   | Jóannes Iversen       |
| 5  | PO   | Høgni Lómstein        |
| 6  | PO   | Alfred Hummeland      |
| 7  | OB   | Vagnur Djurhuus       |
| 9  |      | Johnny Djurhuus       |

| Nr | Poz. | Piłkarz                |
| -- | ---- | ---------------------- |
| 10 |      | Christian í Garðastovu |
| 11 |      | Tummas Jacobsen        |
| 12 | NA   | Regin Didriksen        |
| 13 | PO   | Olaf í Garðastovu      |
| 14 |      | Jan Johannesen         |
| 15 | OB   | Rógvi Durhuus          |
| 16 |      | Gunleif Bjartalíð      |